# Adolf von Prollius
Adolf von Prollius, vollständig Adolf Viktor Joseph Vollrath von Prollius (* 11. Januar 1861 in Schwerin; † 20. Juli 1942 in Dresden) war ein deutscher Diplomat.

## Leben
Adolf von Prollius entstammte dem mecklenburgischen Adelsgeschlecht Prollius. Sein Vater war der mecklenburgische Gutsbesitzer, Verwaltungsjurist, Landesminister und Gesandte Max von Prollius, seine Mutter Julie Caroline Margarethe, geb. von Bülow. 
Er studierte an der Universität Göttingen und wurde 1879 Mitglied des Corps Bremensia. Nach dem Studium trat er in den auswärtigen Dienst ein. Von 1906 bis 1910 war er deutscher Gesandter in Thailand in Bangkok und von 1911 bis 1920 deutscher Gesandter in Venezuela in Caracas.
Zur Taufe seines Großneffen stiftete er 1934 das Taufbecken der Dorfkirche Kölzow. 
Er blieb unverheiratet.

## Auszeichnungen
- 27. Januar 1918: Ernennung zum Kaiserlichen Wirklichen Geheimen Rat, verbunden mit der Anrede Exzellenz[3]
- Roter Adlerorden II. Klasse mit Eichenlaub
- Königlicher Kronen-Orden II. Klasse
- Ehrenritter des Johanniterordens
- Komturkreuz des Greifenorden
- Komtur des Hausordens vom Weißen Falken
- Oldenburgischer Haus- und Verdienstorden des Herzogs Peter Friedrich Ludwig
- Kommandeurkreuz I. Klasse des Ordens Heinrichs des Löwen